# Біхельзее-Бальтерсвіль
Біхельзее-Бальтерсвіль (нім. Bichelsee-Balterswil) — громада  в Швейцарії в кантоні Тургау, округ Мюнхвілен.

## Географія
Громада розташована на відстані близько 125 км на північний схід від Берна, 12 км на південь від Фрауенфельда.
Біхельзее-Бальтерсвіль має площу 12,3 км², з яких на 9,9% дозволяється будівництво (житлове та будівництво доріг), 50,2% використовуються в сільськогосподарських цілях, 38% зайнято лісами, 1,9% не є продуктивними (річки, льодовики або гори).

## Демографія
2019 року в громаді мешкало 2878 осіб (+9,4% порівняно з 2010 роком), іноземців було 11,2%. Густота населення становила 235 осіб/км².
За віковим діапазоном населення розподілялося таким чином: 22,4% — особи молодші 20 років, 60,8% — особи у віці 20—64 років, 16,8% — особи у віці 65 років та старші. Було 1199 помешкань (у середньому 2,4 особи в помешканні).
Із загальної кількості 901 працюючого 85 було зайнятих в первинному секторі, 354 — в обробній промисловості, 462 — в галузі послуг.